# 1999 في المملكة المتحدة
فيما يلي قوائم الأحداث التي وقعت خلال عام 1999 في المملكة المتحدة.

## أحداث
- 22 ديسمبر – خطوط الشحن الكورية الرحلة 8509

## سياسة

### تعيين في المنصب
- 9 مايو – كيث فاز وزير الدولة لشؤون أوروبا (المملكة المتحدة).
- 15 يونيو – ليام فوكس وزير ظل الدولة لشؤون الصحة [الإنجليزية]‏.

### انتهاء فترة المنصب
- 15 يونيو – ميخائيل هوارد وزير ظل الدولة للخارجية [الإنجليزية]‏.
- 11 نوفمبر – جون جوليوس نورويتش عضو مجلس اللوردات.

## رياضة
- 1 يناير – بطولة ويمبلدون 1999

## أفلام
من الأفلام التي صدرت هذه السنة في المملكة المتحدة:
- 1 يناير – توبسي ترفي من إخراج مايك لي.
- 1 يناير – رجل على القمر من إخراج ميلوش فورمان.
- 1 يناير – رونين من إخراج جون فرانكنهايمر.
- 1 يناير – عيون مغلقة على اتساعها من إخراج ستانلي كوبريك.
- 1 يناير – ناس جميلة من إخراج Jasmin Dizdar [الإنجليزية]‏.
- 1 يناير – يوم واحد في سبتمبر من إخراج كيفين ماكدونالد.
- 28 مايو – نوتينغ هيل من إخراج روجر ميشيل.
- 1 يناير – يوم واحد في سبتمبر من إخراج كيفين ماكدونالد.
- 8 نوفمبر – العالم ليس كافيا من إخراج مايكل أبتيد.
- 3 ديسمبر – شكسبير عاشقا من إخراج جون مادن.

## برامج ومسلسلات وأنمي
- بينغو

## كتب
من الكتب التي صدرت هذه السنة في المملكة المتحدة:
- 8 يوليو – هاري بوتر وسجين أزكابان من تأليف ج. ك. رولينج.
- 6 سبتمبر – ضيف غير متوقع من تأليف أجاثا كريستي.

## مواليد

### أبريل
- 9 أبريل – آيزاك هيمبستيد رايت ممثل بريطاني.

### مايو
- 26 مايو – كيري إنغرام ممثلة بريطانية.
- 27 مايو – بيلي مارتن مغنية ومؤلفة من المملكة المتحدة.

### أكتوبر
- 14 أكتوبر – دانيال روش
- 15 أكتوبر – بين وودبورن لاعب كرة قدم بريطاني.

## وفيات

### يناير
- 1 يناير – بوبي جونز (مواليد 1933)
- 1 يناير – فيرا جونسون (مواليد 1912)
- 16 يناير – سيد أوين (مواليد 1922) لاعب ومدرب كرة قدم إنجليزي.

### فبراير
- 20 فبراير – سارة كان (مواليد 1971)

### مارس
- 6 مارس – دينيس فويلت (مواليد 1933) لاعب ومدرب كرة قدم إنجليزي.
- 21 مارس – إيرني وايز (مواليد 1925)

### أبريل
- 28 أبريل – ألف رامسي (مواليد 1920) لاعب ومدرب كرة قدم إنجليزي.

### مايو
- 2 مايو – أوليفر ريد (مواليد 1938) ممثل إنجليزي.
- 8 مايو – ديرك بوجاردي (مواليد 1921) ممثل بريطاني.
- 23 مايو – آرثر إدوارد إليس (مواليد 1914)

### يونيو
- 4 يونيو – آن براون (مواليد 1943)
- 30 يونيو – كليفورد تشارلز بتلر (مواليد 1922) فيزيائي بريطاني.

### يوليو
- 15 يوليو – ديك ريتشاردسون (مواليد 1934) ملاكم من المملكة المتحدة.
- 21 يوليو – ديفيد أوجلفي (مواليد 1911)

### أغسطس
- 9 أغسطس – هيلين رولاسون (مواليد 1956)

### أكتوبر
- 1 أكتوبر – نويل جونسون (مواليد 1916) ممثل بريطاني.
- 16 أكتوبر – بيل دودغين (مواليد 1909) لاعب كرة قدم إنجليزي.

### نوفمبر
- 11 نوفمبر – فيفيان فوكس (مواليد 1908) مستكشف بريطاني.
- 21 نوفمبر – كوينتين كريسب (مواليد 1908)

### ديسمبر
- 4 ديسمبر – دونالد ووكر (مواليد 1925) إحاثي من المملكة المتحدة.
- 9 ديسمبر – سيسيل وليامسون (مواليد 1909)